# Chokladfontän

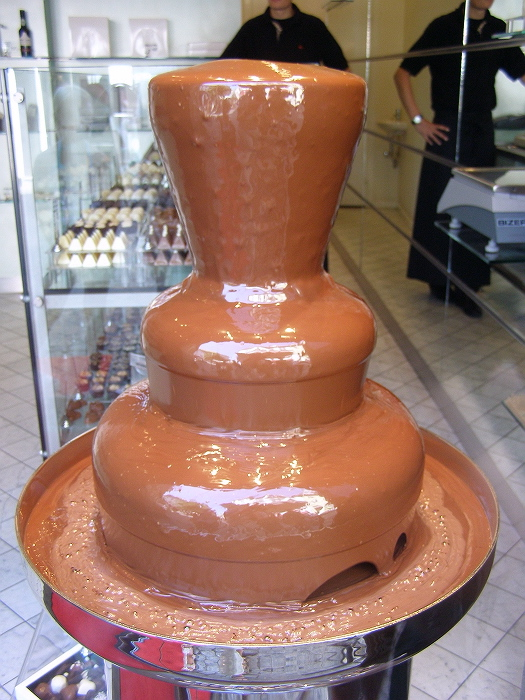
En chokladfontän i Köpenhamn

En chokladfontän är fontän som istället för vatten innehåller en blandning av smält choklad och någon matolja. De är ofta i bordsformat. För att äta av chokladen kan man använda en spatel eller hålla små bitar av exempelvis frukt eller kex så att chokladen som rinner från de övre skålarna fastnar på frukten. Chokladfontäner förekommer mestadels i konfektbutiker och vid större högtider, exempelvis bröllopsmiddagar.
När man använder en chokladfontän bör chokladen smältas i förväg, eftersom värmeelementet i de flesta chokladfontäner endast är avsett för att varmhålla chokladblandningen.